# Oldsmar
Oldsmar – miasto w Stanach Zjednoczonych, w stanie Floryda, w hrabstwie Pinellas.